# Улица Передовиков (Санкт-Петербург)
Улица Передовико́в — улица в  исторических районах Пороховые, Малиновка и Жерновка Красногвардейского административного района Санкт-Петербурга. Магистраль в жилом районе  Ржевка-Пороховые. Проходит от Индустриального до Ириновского проспекта. Восточнее Индустриального проспекта переходит в Хасанскую улицу. Вдоль участка улицы Передовиков от дома 9 до Ириновского проспекта проходит линия электропередачи.

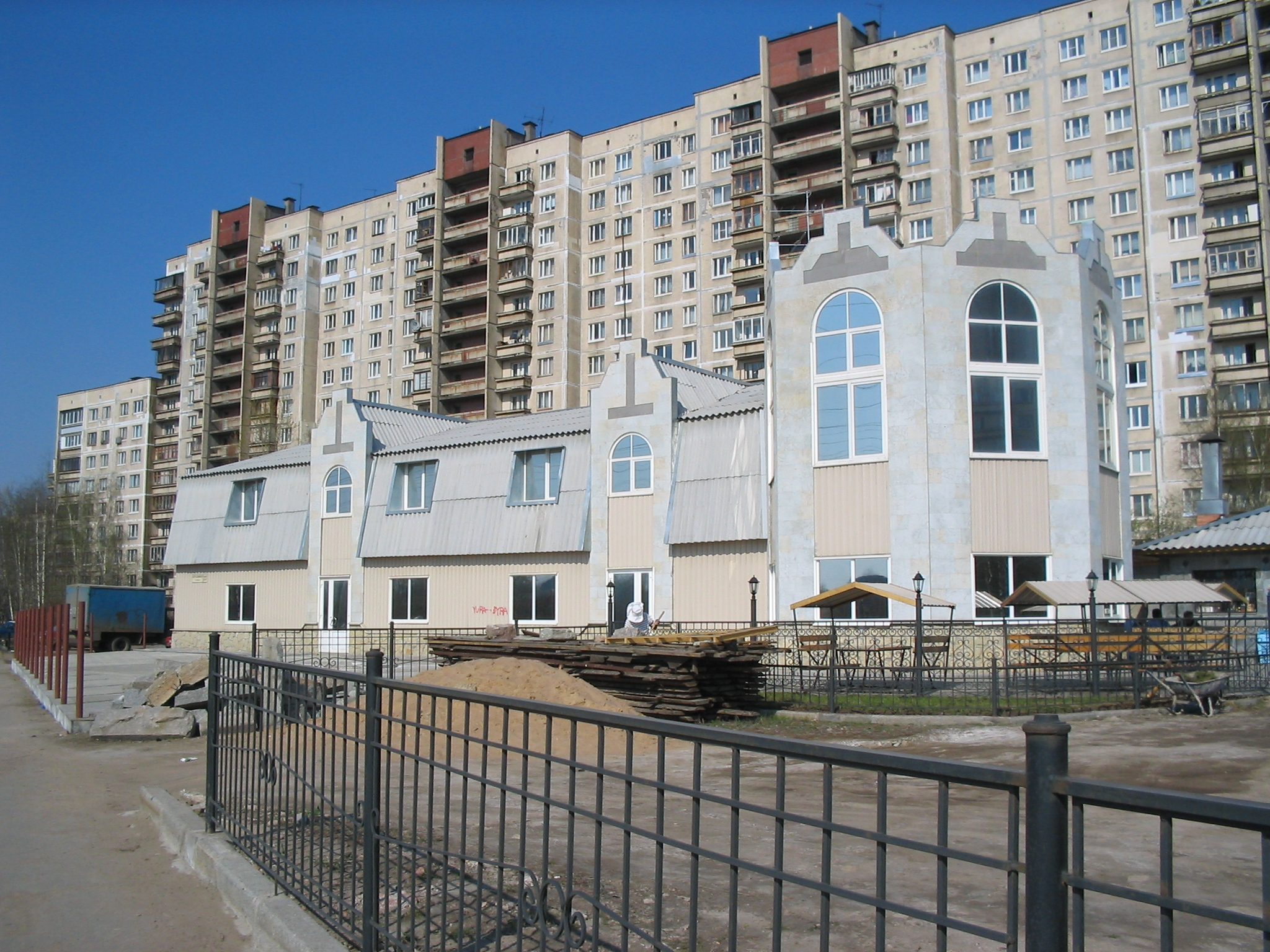
Улица Передовиков, дом 27. 2004 год

## История
Улица получила название 6 декабря 1976 года в честь передовиков производства — рабочих и служащих.
Застроена, в основном, нечётная сторона улицы.

## География
От Индустриального проспекта улица Передовиков идёт на запад, у дома 7 поворачивает на северо-запад, у дома 21 — на север.

## Пересечения
С юга на север (по увеличению нумерации домов) улицу Передовиков пересекают следующие улицы:
- Индустриальный проспект — пересечение с переходом улицы Передовиков в Хасанскую улицу;
- проспект Косыгина — пересечение;
- проспект Энтузиастов — примыкание;
- проспект Ударников — примыкание;
- Ириновский проспект — улица Передовиков примыкает к нему.

## Транспорт
Ближайшие станции метро — «Ладожская» (кратчайшее расстояние по прямой — 1,8 км) и «Проспект Большевиков» (2 км по прямой от начала улицы) 4-й (Правобережной) линии.
По улице проходят автобусные маршруты № 27, 77, 92.
На расстоянии 1,7 км по прямой от улицы Передовиков находится Ладожский вокзал.

## Общественно значимые объекты
- отдел полиции № 13 — дом 3;
- бассейн «Атлантика» — дом 5, литера А;
- детский сад[уточнить] № 673 — проспект Косыгина, дом 9, корпус 3;
- Ладожский парк (между проспектами Косыгина и Энтузиастов);
- парк Малиновка (между проспектами Косыгина и Энтузиастов);
- спортивный комплекс «Ледовая арена» — дом 14, корпус 2;
- поликлиника № 103 — проспект Энтузиастов, дом 16, корпус 2;
- дом молодёжи «Квадрат» — дом 16, корпус 2;
- детская поликлиника № 66 — дом 21;
- строительный гипермаркет «Максидом» — дом 18, корпус 2;
- ресторан «Амроц» (у примыкания проспекта Ударников) — дом 27;
- сквер Передовиков[уточнить];
- детский сад № 25 — дом 29, корпус 3;
- детский сад № 27 — Ириновский проспект, дом 17, корпус 4;
- сад Передовиков (напротив примыкания к Ириновскому проспекту).

## Перспективы развития
Существует возможность продления улицы до шоссе Революции в створе Уманского переулка со строительством моста через реку Охту.